# Калашников, Михаил Иванович
Михаил Иванович Калашников (21 ноября 1931 года, Курский округ, Центрально-Чернозёмная область — 8 мая 2001 года, Харьков, Украина) — кузнец-штамповщик Харьковского тракторного завода имени Серго Орджоникидзе Министерства тракторного и сельскохозяйственного машиностроения СССР. Герой Социалистического Труда (1971).

## Биография
Родился в 1931 году в крестьянской семье в одном из сельских населённых пунктов Курского округа. Окончил неполную среднюю школу. С 1949 года трудился трактористом в селе Белое Курской области. Проходил срочную службу в Советской Армии. Член КПСС.
С 1956 года работал кузнецом-штамповщиком на Харьковском тракторном заводе. За выдающиеся трудовые итоги в годы Семилетки (1959—1965) награждён Орденом Ленина. Был назначен бригадиром кузнецов-штамповщиков.
Стал инициатором социалистического заводского соревнования «Сделаем каждый год пятилетки годом ударного труда». Бригада Михаила Калашникова за годы Восьмой пятилетки (1965—1970) выполнила восемь годовых плановых заданий. Указом Президиума Верховного Совета СССР (неопубликованным) от 5 апреля 1971 года «за особые заслуги в выполнении заданий пятилетнего плана по развитию тракторного и сельскохозяйственного машиностроения и достижение высоких производственных показателей» удостоен звания Героя Социалистического Труда с вручением ордена Ленина и золотой медали Серп и Молот.
За выдающиеся трудовые достижения в годы Девятой и Десятой пятилеток был награждён Орденом Октябрьской Революции и Орденом Дружбы.
Избирался депутатом районного Орджоникидзевского совета народных депутатов.
С 1982 года — наладчик на Харьковском тракторном заводе.
После выхода на пенсию проживал в Харькове, где скончался в 2001 году.
Награды
- Герой Социалистического Труда
- Орден Ленина — дважды (05.08.1966; 1971)
- Орден Октябрьской Революции (15.03.1974)
- Орден Дружбы народов (10.03.1981)